# بطولة العالم للألعاب المائية 2019
بطولة العالم للألعاب المائية 2019 هي النسخة الثامنة عشر من بطولة العالم للألعاب المائية التي ينضمها الاتحاد الدولي للسباحة، ستعقد في غوانغجو، كوريا الجنوبية في صيف عام 2019. المدينة استضافت الألعاب الجامعية الصيفية 2015 في نفس الأماكن.

## اختيار المدينة المضيفة
كان قد أعلن عن المدينة المضيفة في 19 تموز / يوليه 2013 خلال الجلسة العامة التي تعقد كل سنتين في  كونغرس الاتحاد الدولي للسباحة في برشلونة (المدينة المضيفة لبطولة العالم للألعاب المائية 2013). بودابست منحت  استضافة بطولة 2021 في نفس الجلسة ، لاحقا و في عام 2015 أعلن ان بودابست سوف تستضيف بطولة 2017 بسبب انسحاب المدينة المضيفة غوادالاخارا.

## المرافق
معظم المسابقات ستعقد في مركز الألعاب المائية الرئيسي، الذي بني لأستضافة الألعاب الجامعية الصيفية 2015 التي استضافتها غوانغجو. في المركز المائي ستعقد فعاليات السباحة و الغطس ، بالإضافة إلى انه سوف يكون هناك مرافق خارجية مؤقته لكل من السباحة المتزامنة و السباحة في المياه المفتوحة.
- المركز المائي (السباحة والغطس)
- مرفق السباحة المتزامنة (السباحة المتزامنة)
- مرفق كرة الماء (كرة الماء)
- بحيرة ناجو (السباحة في المياه المفتوحة ، الغطس العالي)